# The Angel
The Angel – dawny pub i hotel w Londynie, położony na północnym skraju centrum, na terenie gminy Islington, obecnie budynek biurowo-usługowy, zabytek klasy II.
Ważny punkt orientacyjny, za sprawą którego cały okoliczny obszar nazywany jest Angel. Nazwę tę nosi także pobliska stacja metra.

## Historia
Co najmniej od początku XVII wieku mieściły się w tym miejscu zajazd oraz stacja przeprzęgowa dla dyliżansów, podążających główną drogą łączącą Londyn ze Szkocją i północną Anglią (Great North Road). Najstarsza potwierdzona wzmianka nazwy Angel („anioł”) w odniesieniu do tego obiektu pochodzi z 1638 roku. Był to najbliższy Londynowi przystanek na tej trasie, znajdujący się wówczas poza granicami miasta. Podróżni zmierzający do Londynu zatrzymywali się tutaj na nocleg, by uniknąć podróży po zmierzchu, kiedy na drogach wjazdowych do miasta notorycznie dochodziło do rozbojów.
Wraz z budową w latach 1756–1761 biegnącego w poprzek ciągu dróg Pentonville Road–City Road, The Angel znalazł się na narożniku skrzyżowania dwóch ważnych arterii komunikacyjnych. Obiekt całkowicie przebudowano w latach 1819 oraz 1899–1903. W 1901 roku otwarto nieopodal stację metra Angel. W latach 1921–1960 w budynku mieściła się restauracja Lyons′ Corner House. Po jej zamknięciu popadł w ruinę. Odnowiony w latach 1981–1982, od tamtej pory parter budynku zajmuje bank, a na wyższych piętrach znajduje się przestrzeń biurowa. W 1991 roku wpisany do rejestru zabytkowych budynków jako obiekt klasy II.

## Architektura
Budynek narożny o siedmiu kondygnacjach (w tym piwnica i poddasze), w neobarokowym stylu edwardiańskim. Zdobione elewacje wychodzące na ulice Islington High Street i Pentonville Road, w części parterowej wykonane z polerowanego granitu norweskiego, na wyższych kondygnacjach – z terakoty. Dach mansardowy pokryty łupkiem walijskim, w części narożnikowej dwie najwyższe kondygnacje przybierają postać bębna zwieńczonego kopułą, również pokrytą terakotą.

## W kulturze
The Angel pojawia się na standardowej brytyjskiej planszy do gry Monopoly, w tej samej (jasnoniebieskiej) grupie co Pentonville Road i Euston Road. Jego obecność jest nietypowa, bowiem nieruchomościami na planszy zasadniczo są ulice oraz dworce kolejowe. Twórcy brytyjskiej edycji gry zatrzymali się w tymże pubie podczas wizyty w Londynie, którą odbyli w celu wytypowania odpowiednich nieruchomości.
Według przypuszczeń Thomas Paine rozpoczął tutaj pisanie książki Prawa człowieka (Rights of Man, 1791).